# Marinella Canclini
Marinella Canclini, née le 27 février 1974 à Bormio, est une patineuse de vitesse sur piste courte italienne.

## Carrière
Elle remporte les championnats d'Europe en 1997, 1998 et 1999.